# Уэнатчи (река)
Уэнатчи (англ. Wenatchee River) — река в штате Вашингтон, США. Правый приток реки Колумбия. Длина составляет 85 км; площадь бассейна — около 3452 км². Средний расход воды — 91 м³/с.
Берёт начало в Каскадных горах, вытекая из озера Уэнатчи. Течёт преимущественно в юго-восточном направлении и впадает в реку Колумбия к северу от города Уэнатчи, на высоте 186 м над уровнем моря. Протекает через следующие населённые пункты: Плейнс, Ливенуорт, Пешастин, Драйден, Кашмир и Монитор. Основные притоки: Чивейва, Нейзон-Крик, Пешастин-Крик и Айсикл-Крик.